# Киллигиль, Нури
Нури-паша Киллигиль (тур. Nuri Killigil; 1881, Стамбул, Османская империя — 2 марта 1949, там же, Турецкая Республика) — османский и азербайджанский военный и политический деятель. Генерал-лейтенант. Сводный брат Энвер-паши. Командующий Кавказской исламской армией.

## Биография

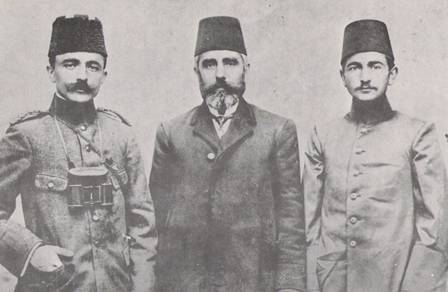
Слева-направо: Энвер-паша, его отец Ахмет-бей и брат Нури

Родился в 1881 году в Стамбуле. Во время Первой мировой войны командовал армейской группой «Африка». С поста командующего ушёл в 1918 году.
В 1918 году командовал Кавказской исламской армией, состоявшей из около 13 тысяч человек и 40 орудий. Изначально должность командующего Кавказской исламской армией была дана другому. Из-за злоупотребления кандидатом алкоголем, Энвер, по настоянию посланника из Азербайджана, назначил на этот пост своего молодого сводного брата. В боях под Геокчаем Кавказская исламская армия под командованием Нури-паши разбила начавшие наступление на Гянджу части Красной армии Бакинского Совета. 20 июля Кавказская исламская армия взяла стратегически важный город Шамаха.
Для борьбы с Кавказской исламской армией в Баку прибыли английские войска под командованием генерала Денстервиля, однако они вынуждены были покинуть город, осознав невозможность его успешной обороны.
15 сентября 1918 года Кавказская исламская армия взяла Баку. В плен были взяты 36 офицеров (17 армян, 9 русских и 10 грузин) и 1651 солдат (1151 армян, 383 русских, 4 англичанина и 113 человек других национальностей). 
30 октября 1918 года по Мудросскому перемирию Нури-паша вынужден был покинуть Азербайджан. Под давлением английского генерала Томсона 17 ноября он покинул Баку. В июле 1920 года возглавил восстание в Карабахе против советской власти. Некоторое время со своими солдатами вёл борьбу с дашнаками и большевиками. Спустя некоторое время вернулся в Турцию. Англичане арестовали Киллигиля и посадили его в тюрьму в Батуми, однако ему удалось бежать из тюрьмы.
В 1938 Нури купил в Турции сталелитейный завод. Он также планировал организовать производство пистолетов, патронов, противогазов и.т.д. Расширив свой завод, Нури Киллигиль переместил его в Сюльтюдже. Спустя некоторое время он объявил о прекращении производства оружия, но всё-таки производство тайно продолжалось. Он изобрёл полуавтоматический пистолет «Нури Киллигиль», который сегодня можно увидеть в военном музее Стамбула.
В 1941 году он установил связь с германским послом в Анкаре для того, чтобы заручиться поддержкой пантюркистского движения При его содействии был сформирован Туркестанский легион СС.
Во время Второй мировой войны побывал в Германии с целью добиться признания независимости Азербайджана нацистами. Попытки были безуспешны.
Нури-паша погиб 2 марта 1949 в 16:30, во время взрыва на фабрике. Погибло также 26 человек.